# Muzea Carnegie w Pittsburghu

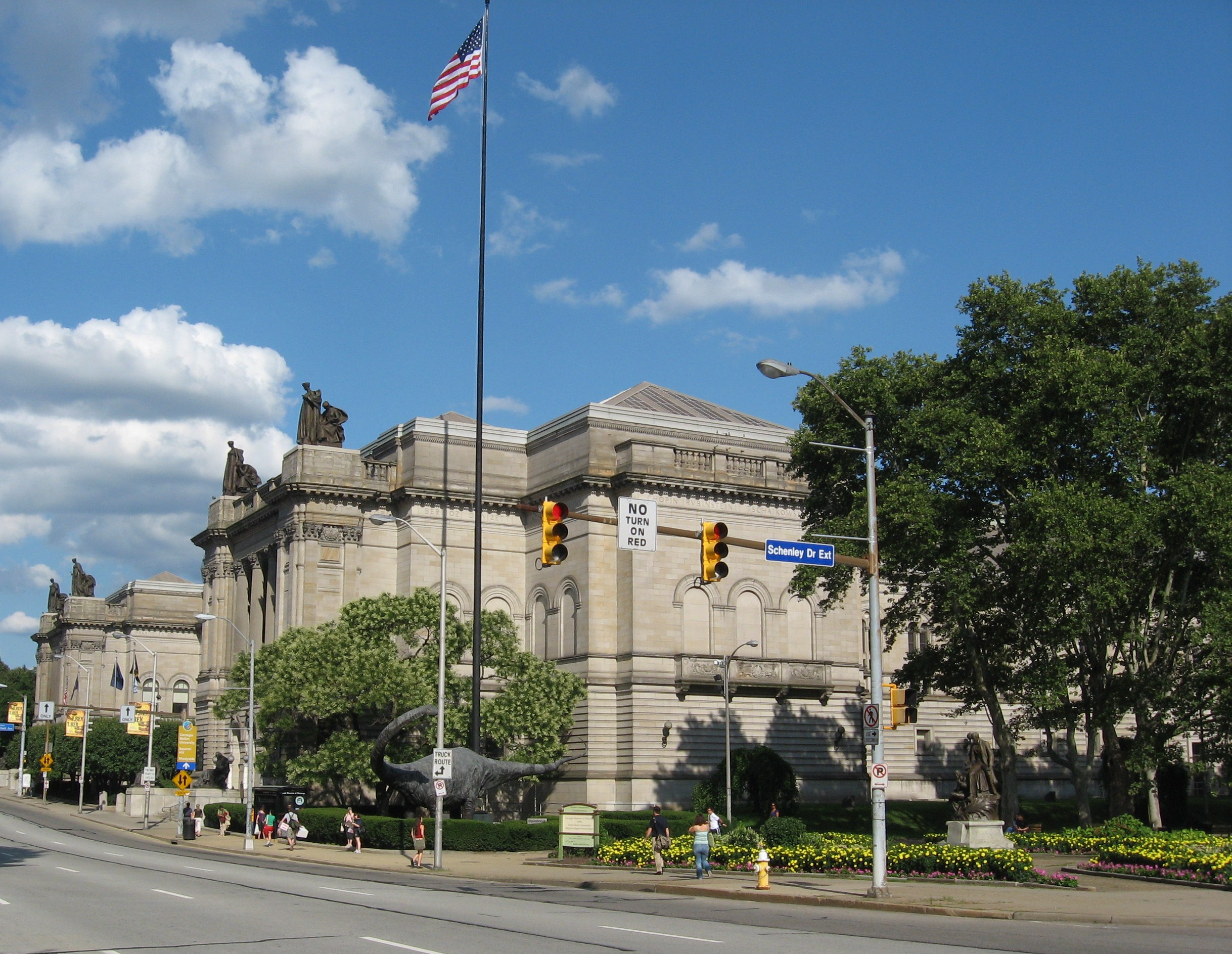
Komplex Instytutu Carnegie

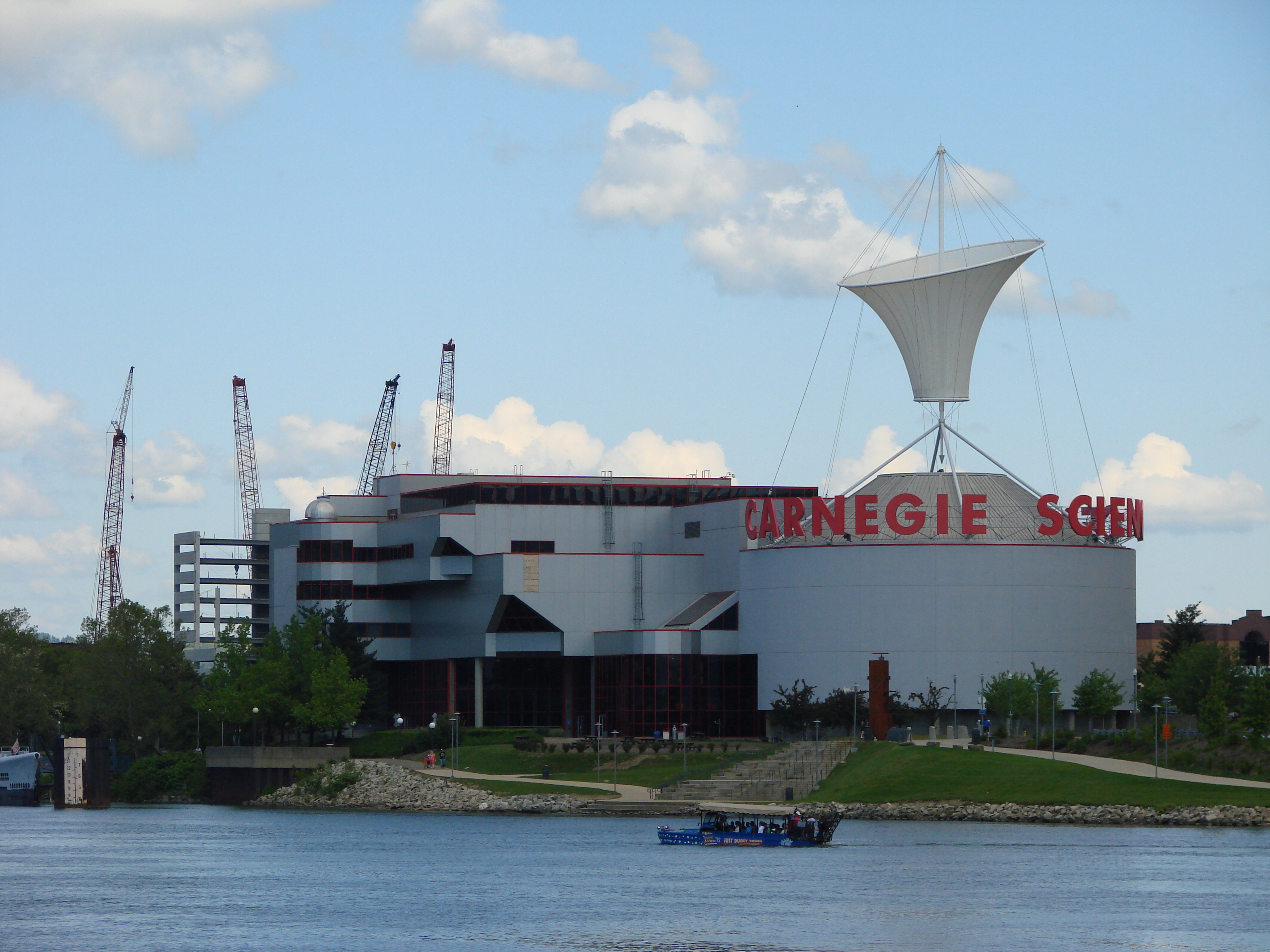
Centrum Naukowe Carnegie

Muzea Carnegie w Pittsburghu – cztery muzea podlegające Instytutowi Carnegie w Pittsburghu. Muzea te to Carnegie Museum of Natural History, Carnegie Museum of Art (obydwa w jednym zabytkowym kompleksie z Carnegie Music Hall i biblioteką Carnegie Library of Pittsburgh w dzielnicy Oakland), muzeum Andy Warhola Andy Warhol Museum i Carnegie Science Center (obydwa w dzielnicy North Shore).